# 리야나 피지
리야나 피지(말레이어: Liyana Fizi, 1983년 9월 14일 ~ )는 말레이시아의 가수이다. 2006년부터 2009년까지 재즈 음악 그룹인 에스텔라(Estrella)의 멤버로 활동했다.

## 앨범

### 에스텔라의 음반
- Estrella (2007)

### 솔로 음반
- Between the Lines (2011)